# Jabia
Die Jabia war eine libysche Flächeneinheit.
- 1 Jabia = 832,3 Quadratmeter
- 1 Jabia = 1800 Quadrat-Pik
  - 1 Quadrat-Pik = 0,4624 Quadratmeter